# Thot
Pour les articles homonymes, voir Thot (homonymie).
Thot (en grec ancien Θώθ / Thốth, de l'égyptien ancien Djehouty) est dans la mythologie égyptienne le dieu lunaire de Khemenou (Hermopolis Magna) en Moyenne-Égypte. Il est essentiellement le dieu de  l'écriture et le scribe des dieux au savoir illimité. Quand Thot devint dieu de la sagesse, la déesse Seshat fut considérée comme sa compagne et assistante mais parfois aussi comme la fille qu'il aurait eue avec la déesse Nehemetaouay. Seshat devint par la suite la déesse de l'écriture, de l'astronomie/astrologie, de l'architecture et des mathématiques ; à ce titre, elle était à la fois la protectrice des bibliothèques, des scribes, des écoliers, des architectes et la gardienne des archives royales.

## Représentation
Représenté comme un ibis au plumage blanc et noir ou comme un babouin hamadryas, Thot capte la lumière de la Lune, dont il régit les cycles, à tel point qu'il fut surnommé « le seigneur du temps ».
Dans la tombe de Thoutmôsis III (KV34), neuf babouins précédés de douze serpents accueillent le Soleil représenté comme un scarabée sur une barque.
Lorsqu'il est représenté sous la forme d'un babouin, il est aussi le Soleil levant (fresque de babouins dans les temples ou sur le socle des statues). Les babouins ont pour habitude de pousser des grands cris d'affirmation territoriale au lever du jour, juste avant le lever du Soleil ; cette habitude leur valut d'être associés à la renaissance solaire car ils acclamaient l'astre à son apparition.
Un texte d'Edfou relate sa naissance :

« Au sein de l'océan primordial apparut la terre émergée. Sur celle-ci, les Huit vinrent à l'existence. Ils firent apparaître un lotus d'où sortit Rê, assimilé à Shou. Puis il vint un bouton de lotus d'où émergea une naine, auxiliaire féminin nécessaire, que Rê vit et désira. De leur union naquit Thot qui créa le monde par le Verbe. »

## Rôle
L'ibis est reconnu pour sa capacité à différencier une eau potable d'une eau non potable. De ce fait, sa transposition divinisée en fait un animal-dieu du savoir. Par extension, il est celui qui détient le savoir, et donc qui le transmet ; il devient naturellement le maître des écrits dans une société où l'écriture hiéroglyphique est restreinte au cercle des initiés, contrairement à l'écriture démotique, plus populaire. Thot prend donc naturellement une forme mixte d'homme à tête d'ibis.
Inventeur de l'écriture et du langage, il est la « langue d'Atoum » et le scribe des dieux. Incarnation de l'intelligence et de la parole, il connaît les formules auxquelles les dieux ne peuvent résister. Selon la légende, celui qui était capable de déchiffrer les formules du Livre de Thot pouvait espérer surpasser même les dieux.

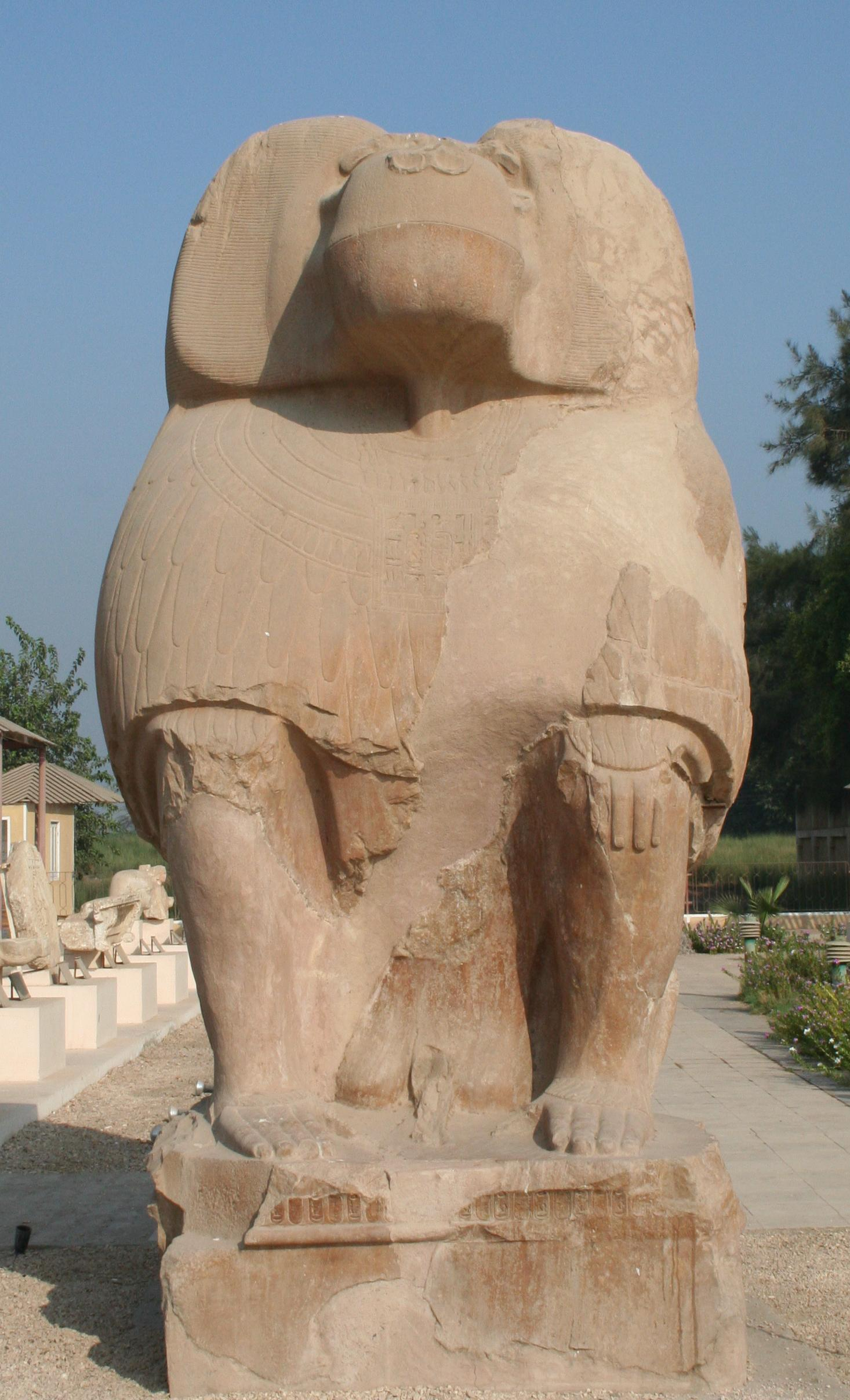
Statue colossale d'un babouin - animal sacré du dieu Thot - Règne d'Amenhotep III - Hermopolis.

Le respect que Thot inspire lui vient de son savoir illimité. Toutes les sciences sont en sa possession : Il connaît tout et comprend tout. En tant que détenteur de la connaissance, il est chargé de la diffuser. C'est pourquoi il a inventé l'écriture. Les anciens Égyptiens pensaient que le savoir et la connaissance leur avaient été transmis par des livres et des écrits que Thot avait volontairement abandonnés dans des temples. Cependant, la conscience aiguë qu'il a de sa supériorité intellectuelle le rend ennuyeux, présomptueux et pompeux. Il aime les discours soignés, les formules alambiquées et affecte les tons empruntés. Souvent il agace les autres divinités qui ne manquent pas de le lui faire remarquer. Ses compétences s'étendent aussi au domaine des mathématiques, dans lequel il excelle. C'est lui qui a fixé les limites des nomes et du Double-Pays. Il est l'auteur des plans des sanctuaires des dieux, car lui seul sait tracer des plans et orienter les bâtiments. Toutes les sciences sont sous son contrôle et réclament obligatoirement sa protection.
Il préside à l'audition des morts au tribunal d'Osiris, et c'est Anubis qui pèse et juge les défunts en comparant le poids de leur cœur (ib) au poids d'une plume (symbole de Maât et de la justice), afin de décider si le défunt, représenté par son Ka (qui, plus que l'âme, est à la fois le double spirituel et la figuration du mort ainsi identifié par Osiris), doit être condamné (le Ka étant alors dévoré par Ammout, « la Grande dévoreuse » qui attend aux pieds de la balance) ou jugée digne d'accéder aux Champs d'Ialou, sorte de paradis éternel dans lequel règne l'ordre imperturbable. Maât correspondrait plus ou moins à notre conception de Justice, à ceci près qu'elle n'est pas un simple rapport harmonieux relatif au juste et à l'injuste, mais principe d'ordre universel.
Un passage du livre de la vache du ciel explique que Thot est choisi par Rê comme vizir alors que celui-ci s'apprête à quitter le monde des hommes. Thot est ainsi le greffier divin qui possède les mêmes compétences que le greffier de l'administration pharaonique.
Lors de son combat avec Seth, Horus perdit son œil, mais le retrouve par la suite grâce à Thot. Appelé « Oudjat », cet œil représente la victoire de l'ordre (légitime, Horus étant l'héritier du défunt Osiris) sur le chaos (Seth, qui perturbe l'ordre dynastique, et par conséquent l'ordre du monde). Porté sous forme d'amulette, il était censé écarter le mauvais œil ; on le place notamment sur la proue des navires, pour échapper aux dangereux hippopotames.

## Syncrétisme
Importé dans le monde gréco-romain, Thot y sera assimilé à Hermès/Mercure, plus particulièrement sous le nom d'Hermès Trismégiste. Il peut être assimilé, dans l'Ancien Testament, à Hénoch (Genèse V. 21-24) car il ne meurt pas : il disparaît avec Dieu ; le livre d'Hénoch, considéré comme apocryphe, le décrit comme devenu le scribe de Dieu.
Thot représente l'intelligence divine et en incarne la parole. C'est le dieu de la Lune, le dieu des guérisseurs, le dieu des scribes et le patron des magiciens. C'est le maître de tous les arts, de la parole, car son verbe est créateur, de la science des nombres et des signes.
« Il fit naître ses dieux parèdres en émettant des sons de sa bouche. »
Dans la représentation de la psychostasie, c'est Thot qui note les résultats de la pesée de l'âme du défunt.
Plutarque explique comment il se fabriqua sa lyre à partir des nerfs de Typhon : « De plus, leurs mythologues racontent qu'Hermès, après avoir ôté à Typhon ses nerfs, en fit des cordes pour sa lyre. C'est une façon de nous apprendre que lorsque la Raison organisa le monde, elle établit l'harmonie en la faisant résulter d'éléments opposés, qu'elle n'anéantit pas la force destructrice, mais qu'elle se contenta de la régulariser. »

## Photos

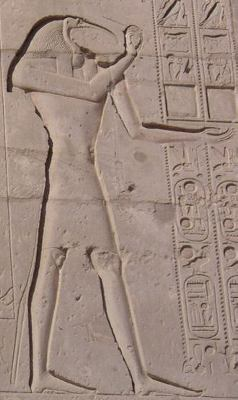
Thot sur les murs du Ramesséum.
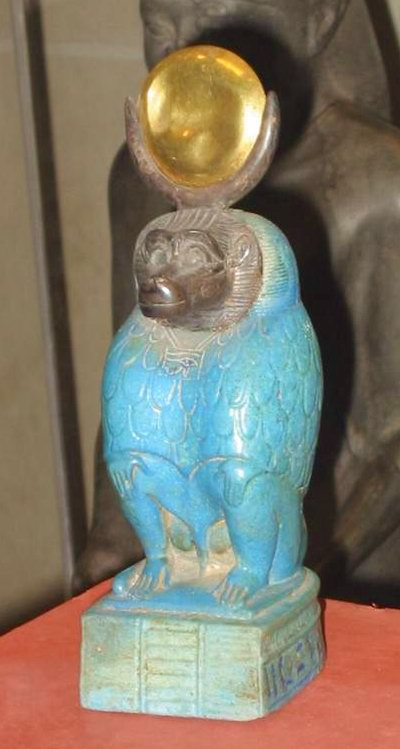
Thot en babouin (Musée du Louvre).
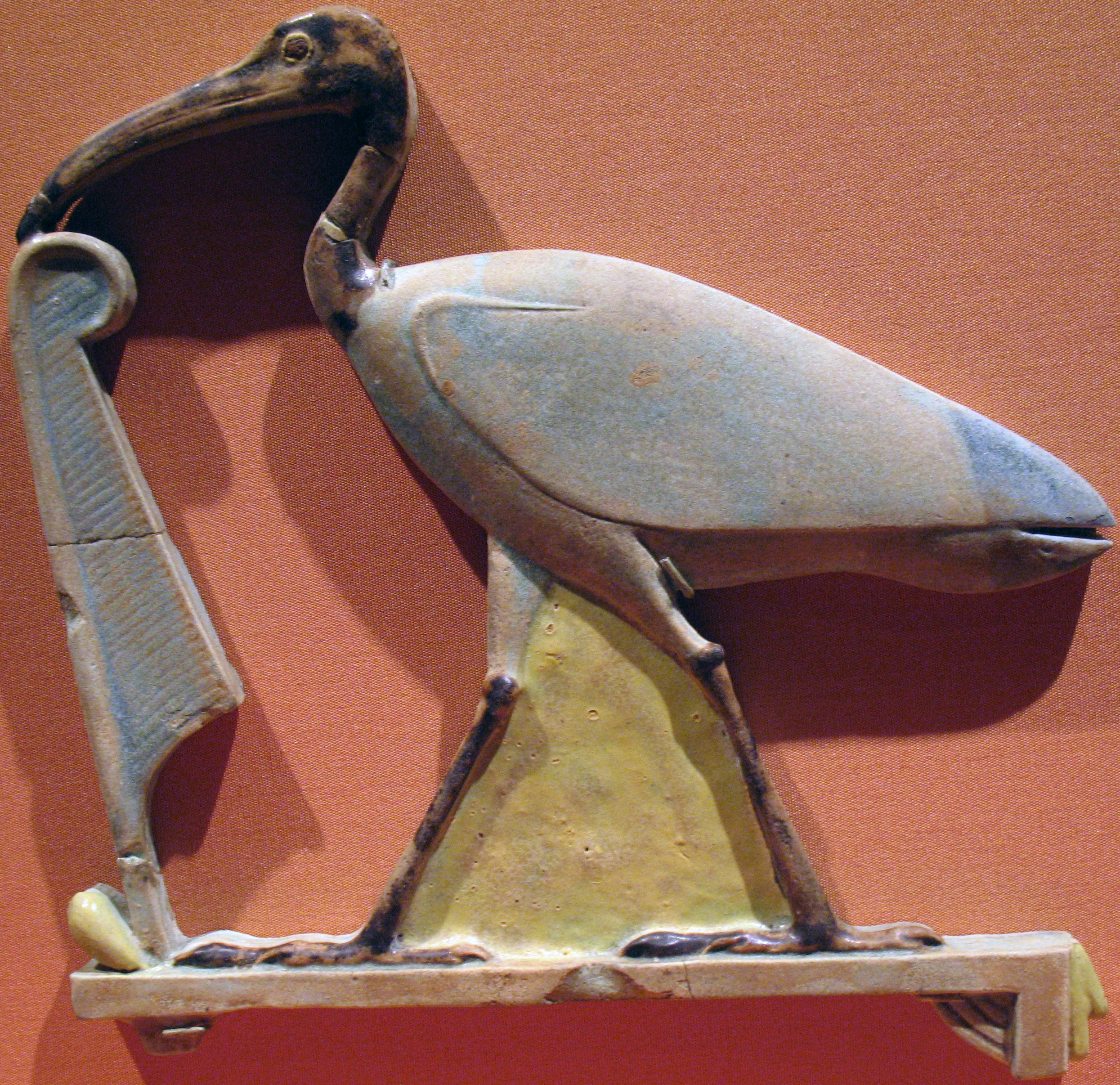
Thot sous forme hiéroglyphique (MET).

### Généralités
- Jan Assmann (trad. de l'allemand par Nathalie Baum), Mort et au-delà dans l'Égypte ancienne [« Tod und Jenseits im alten Ägypten »], Monaco, Éditions du Rocher, coll. « Champollion », 2003, 684 p. (ISBN 2-268-04358-4).

- Anne-Sophie von Bomhard, Le calendrier égyptien : Une œuvre d'éternité, Londres, Periplus, 1999, 105 p. (ISBN 1-902699-04-1).

- Sylvie Cauville, L'offrande aux dieux dans le temple égyptien, Paris-Leuven (Belgique), Peeters, 2011, 291 p. (ISBN 978-90-429-2568-7).

- Peter A. Clayton, Chronique des Pharaons : l'histoire règne par règne des souverains et des dynasties de l'Égypte ancienne, Paris, Casterman, 1995, 224 p. (ISBN 2-203-23304-4).

- Jean-Pierre Corteggiani (ill. Laïla Ménassa), L'Égypte ancienne et ses dieux, dictionnaire illustré, Paris, éditions Fayard, 2007, 589 p. (ISBN 978-2-213-62739-7).

- Françoise Dunand, Roger Lichtenberg et Alain Charron, Des animaux et des hommes : Une symbiose égyptienne, Monaco, Le Rocher, 2005, 271 p. (ISBN 2-268-05295-8).

### Géographie
- Pierre Montet, Géographie de l'Égypte ancienne : Première partie ; To-Mehou, La Basse Égypte, Paris, Librairie C. Klincksieck, 1957, 224 p. (lire en ligne).

- Pierre Montet, Géographie de l'Égypte ancienne : Deuxième partie ; To-Chemou, La Haute Égypte, Paris, Librairie C. Klincksieck, 1961, 240 p. (lire en ligne).

### Mythologie
- Sydney H. Aufrère, Thot Hermès l'Égyptien : De l'infiniment grand à l'infiniment petit, Paris, L'Harmattan, coll. « Kubaba », 2007, 369 p. (ISBN 978-2-296-04639-9).

- Didier Michaud, Le Livre de Thot, Paris, Maison de Vie, 2012, 273 p. (ISBN 978-2-35599-121-9).

- Siegfried Schott, « Thot, le dieu qui vole des offrandes et qui trouble le cours du temps », Comptes rendus des séances de l'Académie des Inscriptions et Belles-Lettres, Paris, vol. 114e année, N. 3,‎ 1970, p. 547-556 (lire en ligne).
- Patrick Tort, La Constellation de Thot. Hiéroglyphe et histoire, Paris, Aubier, 1981 (sur l’interprétation du mythe de Thot au XVIIIe siècle).

- Youri Volokhine, « Le dieu Thot et la parole », Revue de l'histoire des religions, Paris, vol. 221-2,‎ 2004, p. 131-156 (lire en ligne).

### Traductions
- Paul Barguet, Textes des Sarcophages égyptiens du Moyen Empire, Paris, Éditions du Cerf, 1986, 725 p. (ISBN 2-204-02332-9).

- André Barucq et François Daumas, Hymnes et prières de l'Égypte ancienne, Paris, Le Cerf, 1980, 559 p. (ISBN 2-204-01337-4).

- Michèle Broze, Mythe et roman en Égypte ancienne. Les aventures d'Horus et Seth dans le Papyrus Chester Beatty I, Louvain, Peeters, 1996.

- Pierre Grandet, Le Papyrus Harris I, vol. 1, Le Caire, IFAO, coll. « BiEtud 109/1 », 2005, 342 p. (ISBN 2-7247-0141-0).

- Dimitri Meeks, Mythes et légendes du Delta : d'après le papyrus Brooklyn 47.218.84, Le Caire, IFAO, 2008, 498 p. (ISBN 978-2-7247-0427-3).

- Plutarque (trad. du grec ancien par Mario Meunier), Isis et Osiris, Paris, Guy Trédaniel Éditeur, 2001, 237 p. (ISBN 2-85707-045-4).